# Маджолини, Джузеппе
Джузеппе Маджолини (итал. Giuseppe Maggiolini) (13 ноября 1738, Парабьяго, Миланское герцогство — 16 ноября 1814, Парабьяго, Ломбардия) — итальянский краснодеревщик, мастер инкрустации-маркетри. Работал в Ломбардии в конце XVIII и начале XIX века.

## Биография
Джузеппе Маджолини родился в Парабьяго, недалеко от Милана, в семье служащего местного монастыря Сант-Амброджо-делла-Витториа. После обучения в монастырской мастерской он открыл свою на центральной площади города, которая сегодня носит его имя.

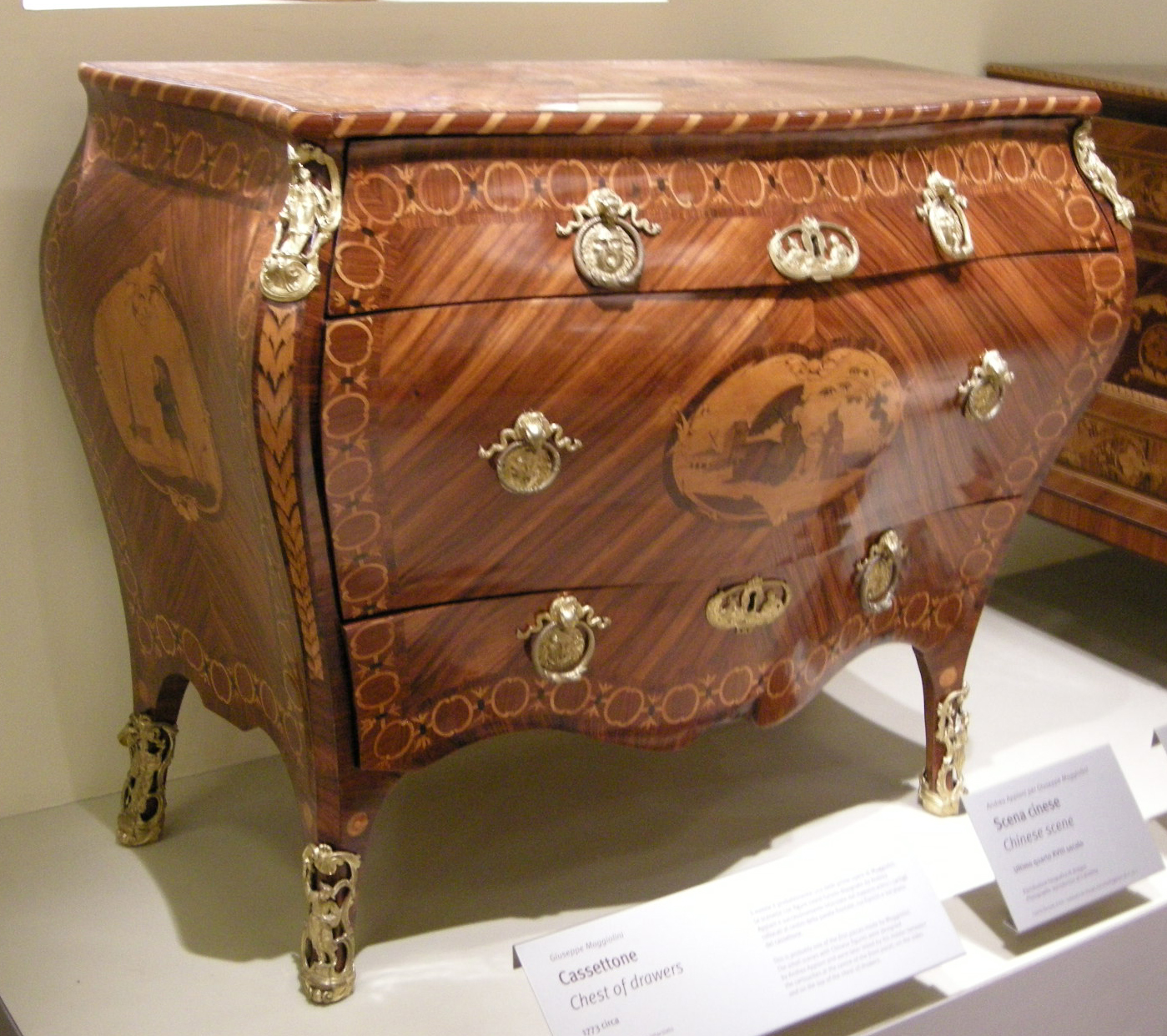
Комод с украшением шинуазри, дерево, позолоченная бронза, мраморная столешница, около 1773 г. Музей мебели в замке Сфорца, Милан

В 1765 году мастерскую Маджолини посетил художник Джузеппе Левати (итал. Giuseppe Levati), украшавший в это время виллу Литта (итал. Villa Visconti Borromeo Arese Litta) в Лайнате близ Милана. Оценив мастерство Маджолини, он заказал комод (не сохранившийся). Эта работа произвела эффект в аристократических кругах и открыла путь к известности и профессиональному успеху.
В 1771 году Маджолини участвует в создании декораций для бракосочетания миланского губернатора Фердинанда Австрийского с Марией Беатрисой д’Эсте. С 1773 года под руководством Джузеппе Пьермарини и Джокондо Альбертолли Маджолини создавал мебель и паркетные полы для королевского дворца в Милане  (разрушены во время Второй мировой войны).
Ранние сохранившиеся работы демонстрируют приверженность к шинуазри и французским прототипам Антуана Ватто. Позднее стиль изменился в направлении простых форм, украшенных большими инкрустированными панелями. Любимыми сюжетами стали теперь классические сцены по рисункам таких художников, как Андреа Аппиани и Джузеппе Левати: аллегории, мифологические композиции, архитектура, руины. Его палитра включала 86 пород дерева.

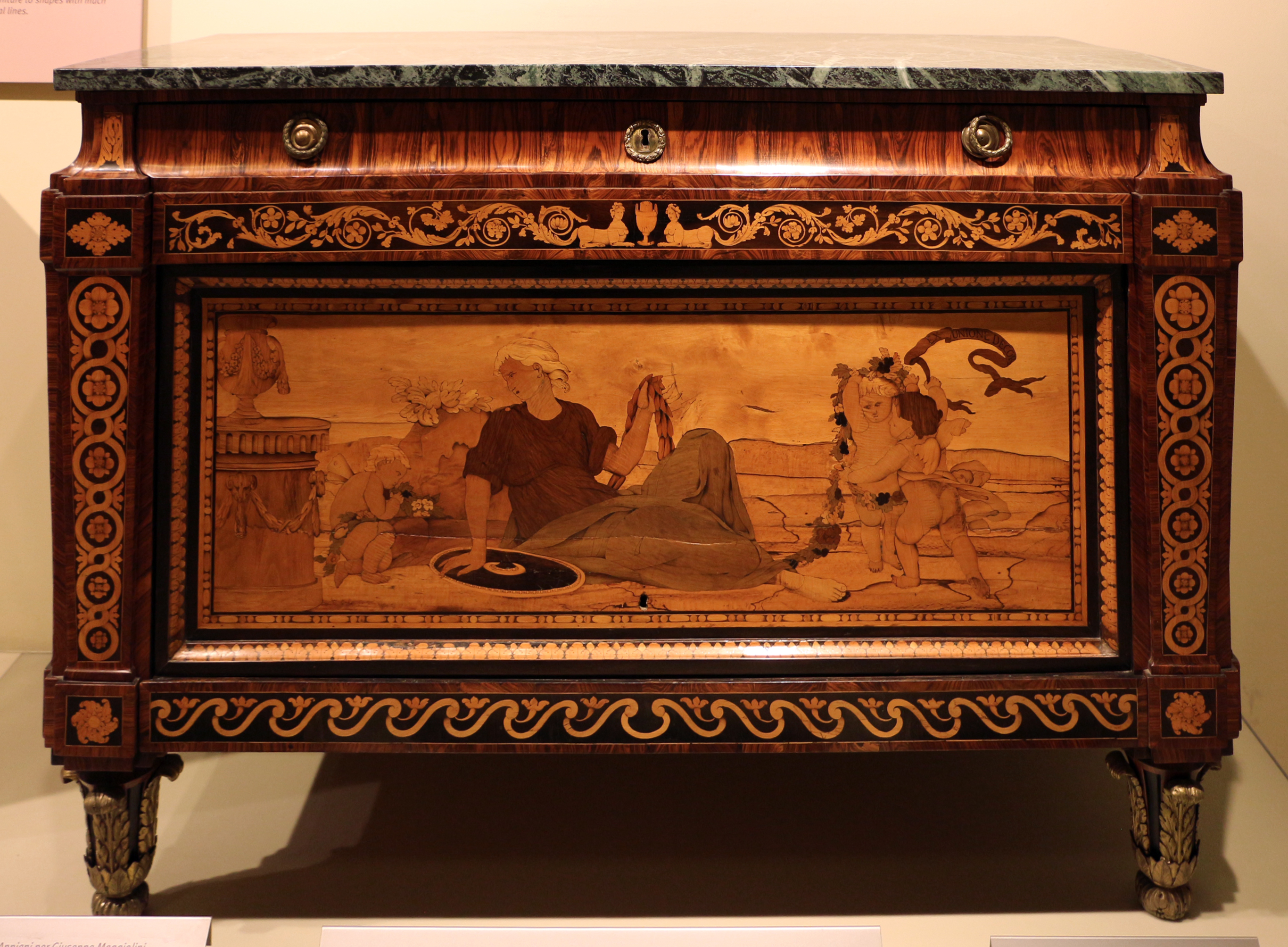
Комод. Палисандр, орех, груша, эбеновое дерево, клён, вишня, бук, самшит, красное дерево, мрамор, бронза, золото. 1775/1785 г. Музей мебели в замке Сфорца, Милан

К концу века мастерская Маджолини работала в Милане и насчитывала более тридцати работников. Она изготавливала как мебель для аристократических резиденций, так и предметы обстановки для высшего среднего класса. Наиболее ценные изделия маркировались надписью «Intarsiatore delle LL.AA.RR.» («Инкрустатор Их Королевских Высочеств») и приобретались во многих европейских столицах.
После наполеоновской аннексии Ломбардии заказчиками Маджолини становятся высшие представители французской власти:  вице-президент Итальянской республики Франческо Мельци д'Эриль, затем вице-король Королевства Италии Евгений Богарне. Следуя вкусам новых заказчиков Маджолини начал использовать в своих изделиях детали из позолоченной бронзы.

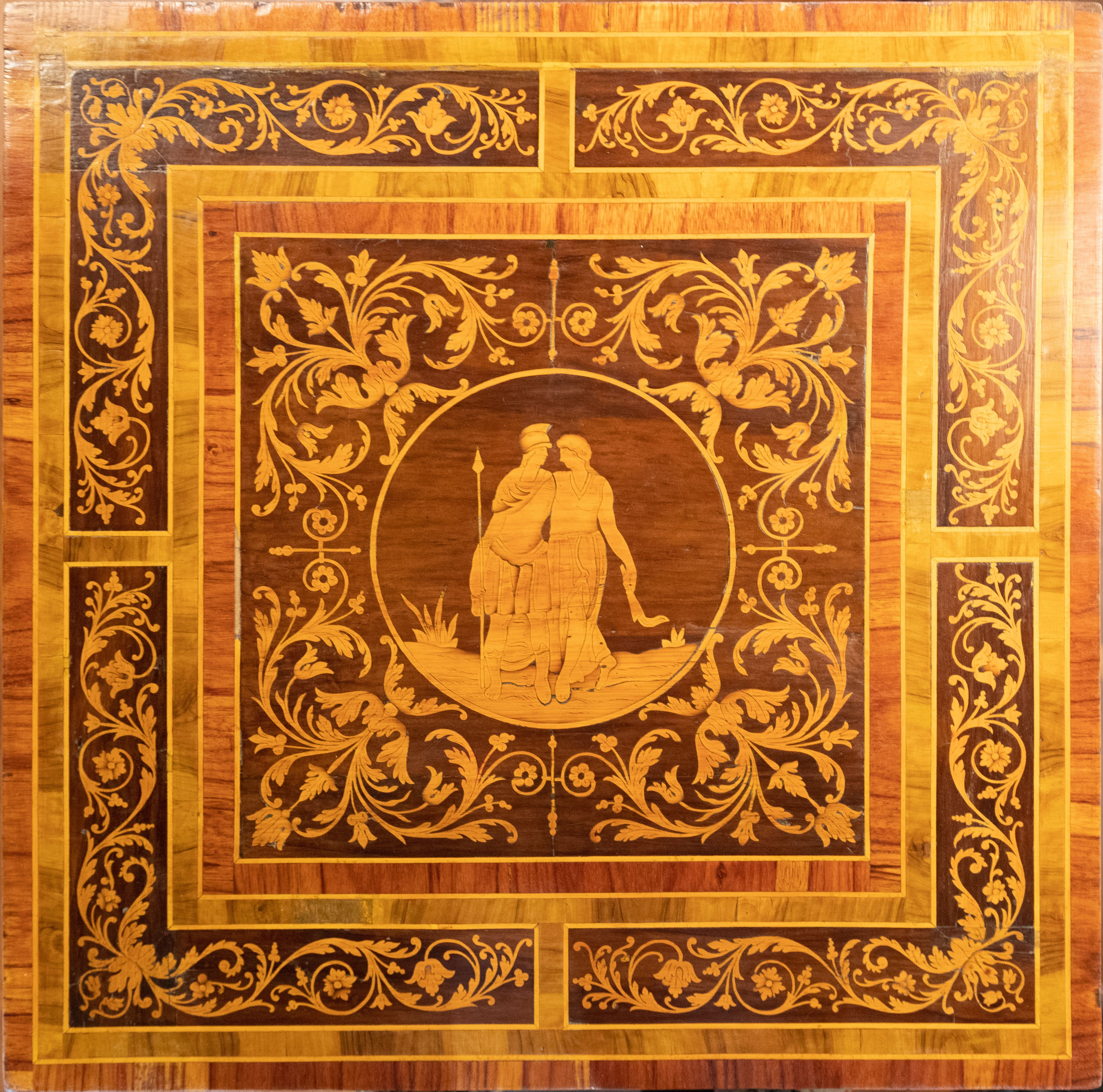
Столешница. Мастерская Маджолини. Начало XIX века. Региональный музей, Копер, Словения.

Маджолини умер в Парабьяго 16 ноября 1814 года. Он оставил сыну Карло Франческо свою мастерскую и множество престижных заказов.
Хотя его ранние работы можно отнести к «французскому» вкусу (между стилями Людовика XV и раннего Людовика XVI (англ. Louis XVI style)), в дальнейшем Маджолини стал крупнейшим итальянским мебельщиком неоклассического направления. В этот период его изделия имели простую форму с небольшим количеством резьбы, их главным украшением были инкрустации. Множество подражаний оригинальным изделиям мастерской получило распространение в Европе в начале XIX века. Изделия этого типа получили название «маджолино» (итал. maggiolino).